# 바이킹의 전설
바이킹의 전설(The Viking Sagas)은 미국, 아이슬란드에서 제작된 마이클 챔프먼 감독의 1995년 액션, 모험 영화이다. 랠프 모엘러 등이 주연으로 출연하였고 폴 R. 구리언 등이 제작에 참여하였다.

## 출연

### 주연
- 랠프 모엘러
- 스벤-올리 도슨

### 조연
- 한스 마틴 스티어

## 제작진
- 의상: 팸 테이트